# Scopaeus sericans
Scopaeus sericans – gatunek chrząszcza z rodziny kusakowatych i podrodziny żarlinków.
Gatunek ten został opisany w 1855 roku przez Martiala Étienne’a Mulsanta i Claudiusa Reya.
Chrząszcz o smukłym ciele długości 3 mm. Ubarwienie ma rdzawobrunatne z czerwonawym przedpleczem, brunatną nasadą odwłoka oraz żółtawymi czułkami, głaszczkami i odnóżami. Duża głowa jest w zarysie okrągława, nierozszerzona ku tyłowi, nie szersza niż dłuższa, wyposażona w małe oczy i krępe czułki o członie przedostatnim niewiele dłuższym niż szerokim. Punktowanie na głowie jest bardzo delikatne i niewyraźne, a na przedpleczu i pokrywach gęste i delikatne. Mikrorzeźba przedplecza jest co najwyżej słabo widoczna.
Owad znany z Hiszpanii, Francji, Niemiec, Szwajcarii, Austrii, Włoch, Polski, Czech, Ukrainy i Wysp Kanaryjskich. Zasiedla pobrzeża wód, często będąc spotykanym pod napływkami. W Polsce jednokrotnie odnotowany na wapiennym, kserotermicznym wzgórzu w okolicy Krakowa.